# Suluphuitz
Suluphuitz är en ort i Mexiko.   Den ligger i kommunen Chilón och delstaten Chiapas, i den sydöstra delen av landet, 800 km öster om huvudstaden Mexico City. Suluphuitz ligger 1 180 meter över havet och antalet invånare är 771.
Terrängen runt Suluphuitz är varierad. Runt Suluphuitz är det ganska tätbefolkat, med 54 invånare per kvadratkilometer. Närmaste större samhälle är Yajalón, 12,9 km väster om Suluphuitz. I omgivningarna runt Suluphuitz växer i huvudsak städsegrön lövskog.